# Parc de la Butte-du-Chapeau-Rouge
Der Parc de la Butte-du-Chapeau-Rouge ist ein öffentlicher Park im 19. Arrondissement von Paris im Quartier d’Amérique nahe am Pariser Boulevard périphérique.

## Lage und Zugang
Der Haupteingänge zum Park liegen bei der Fontaine du chapeau rouge, 5 Boulevard d’Algérie oder gegenüber von der Avenue Debidour. Der breite Boulevard d’Algérie (zusammen mit der doppelspurigen Straßenbahnlinie T3b) führt durch den Park und trennt den nordöstlichen Teil zum Boulevard périphérique hin ab.

## Namensursprung
Der Name kommt von einer ehemaligen Guinguette in der Gemeinde Le Pré-Saint-Gervais, die auf dem Hügel stand.

## Geschichte
Früher war die Hügel von Chapeau-Rouge ein Teil der Ebene von Pré-Saint-Gervais, auf dem die Guinguette lag. Hier fanden Anfang der 1910er Jahre Veranstaltungen der linken politischen Bewegung und der Gewerkschaften statt, um den Pazifismus gegen den Militarismus zu verteidigen. Im Frühjahr 1913, als der Krieg unmittelbar bevorstand, wurde die Kundgebung zum Gedenken an die Kommunarden, die wie jedes Jahr in Père-Lachaise stattfinden sollte, von der Regierung von Louis Barthou untersagt. Er fürchtete wohl, dass die Versammlung sich gegen ihn richten würde. Stattdessen folgten am 25. Mai 150.000 Menschen dem Aufruf der französischen Sektion der Arbeiter–Internationale (SFIO) in Le Pré-Saint-Gervais zu demonstrieren. Bei dieser Veranstaltung, inmitten einer wahren Menschenflut, hielt Jean Jaurès seine Rede gegen das Dreijahresgesetz, mit dem der Militärdienst um ein Jahr verlängert werden sollte. Die ersten Fotojournalisten begründeten hier sein späteres Charisma. Das Gesetz wurde allerdings trotz der starken Gegenbewegung von der Nationalversammlung verabschiedet.
Der Hügel wurde als Folge der Erweiterung von Paris von der Gemeinde Pré-Saint-Gervais abgetrennt und 1939 als Park eröffnet. Er wurde von dem Architekten Léon Azéma im Stil des Neoklassizismus, wie er um 1930 üblich war, gestaltet.
Der Park von Chaumont liegt auf einem Gebiet, in dem Gips abgebaut wurde. Der Hügel wurde nach dem Abriss der Stadtmauer von Thiers in den 1920er Jahren nicht bebaut, im Gegensatz zum Großteil des restlichen Gebiets, in dem Sozialwohnungen und Sportanlagen entstanden. Der Park, der bei der Pariser Bevölkerung wenig bekannt ist, bietet eine gute Sicht auf die nordöstlichen Vororte der Hauptstadt.

## Kunstwerke
- Monumentale Fontaine mit einer „Eva“, eine Plastik von Raymond Couvègnes aus dem Jahr 1938
- Statue L’Enfance de Bacchus, de Pierre Traverse (1938)

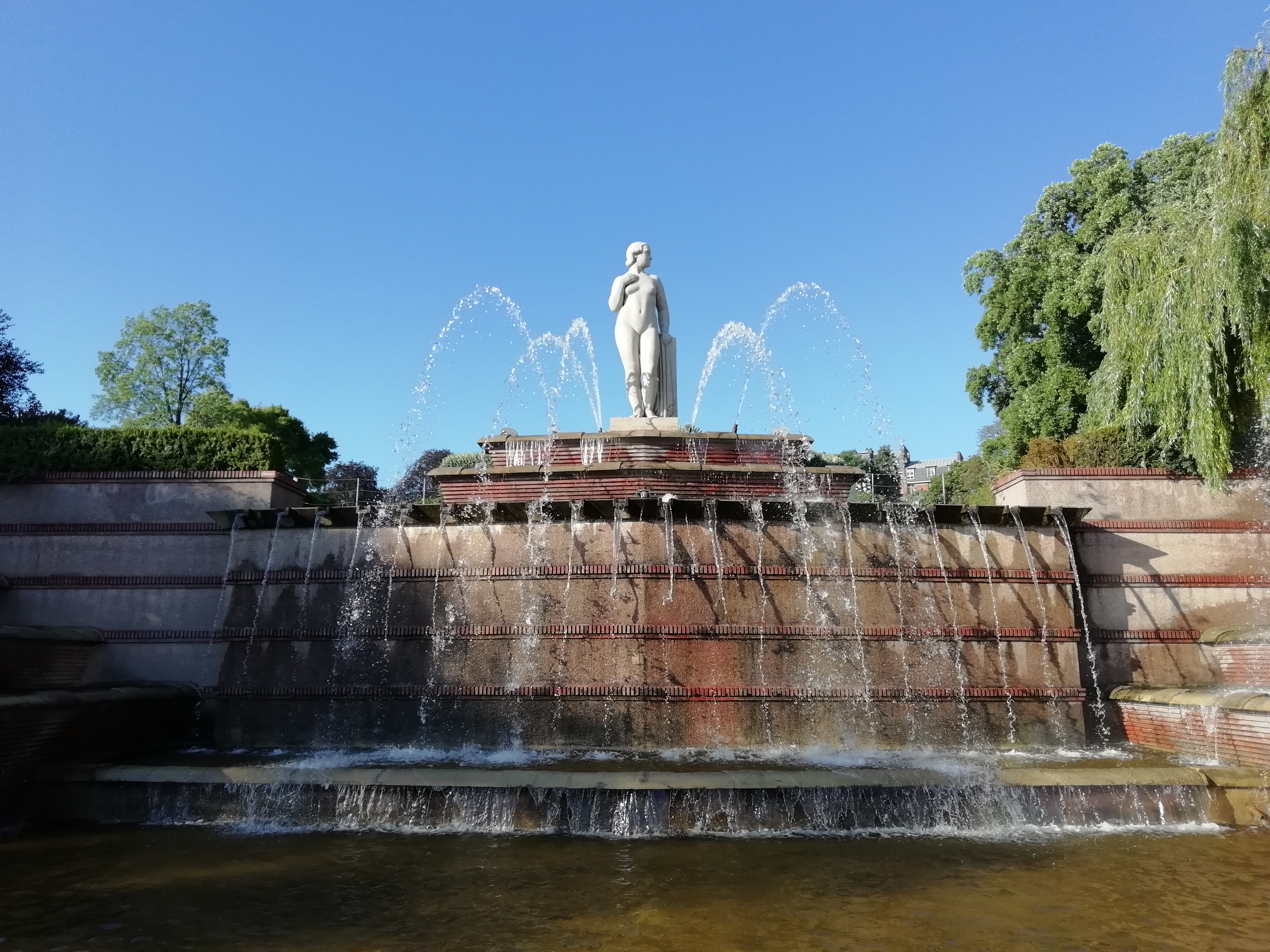
Fontaine und Statue Ève.
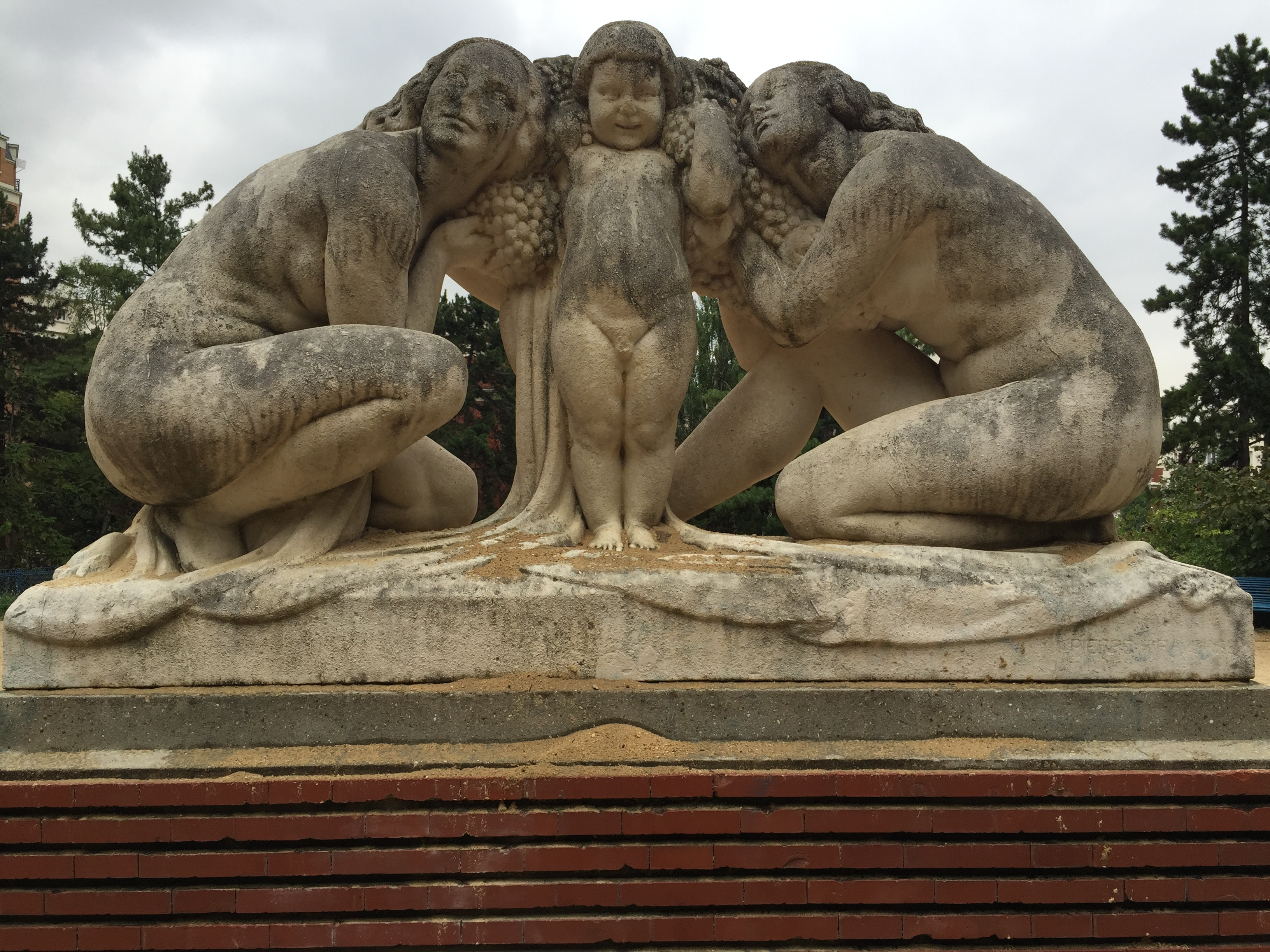
L’Enfance de Bacchus